# Landshövdingar i Västra Götalands län
Landshövdingen i Västra Götalands län är myndighetschef för Länsstyrelsen i Västra Götalands län.

## Lista över landshövdingar i Västra Götalands län
För listor över landshövdingarna i de tidigare länen innan 1998, se respektive artikel för landshövdingar i Göteborgs och Bohus län, landshövdingar i Skaraborgs län och landshövdingar i Älvsborgs län.
| Nr | Ämbetsperiod                       | Porträtt | Namn              | Levnadsår | Noteringar                       |
| -- | ---------------------------------- | -------- | ----------------- | --------- | -------------------------------- |
| 1. | 1998–2008                          |          | Göte Bernhardsson | 1942–2019 |                                  |
| 2. | 21 januari 2008–20 januari 2017    |          | Lars Bäckström    | 1953–     | [ 1 ] [ 2 ]                      |
| 3. | 18 september 2017–30 november 2021 |          | Anders Danielsson | 1953–     | Förordnad till 30 november 2021. |
| 4. | 1 december 2021–31 augusti 2022    |          | Lisbeth Schultze  |           | Vikarierande landshövding        |
| 4. | 1 september 2022–                  |          | Sten Tolgfors     | 1966–     | Förordnad till 31 augusti 2028.  |